# Nederwaard Molen No.2
Nederwaard Molen 2 is een van de Kinderdijkse molens, in de Nederlandse gemeente Molenlanden. De molen, die dateert uit 1738, doet dienst als bezoekersmolen. In de molen bevindt zich een museumwoning. Eigenaar is Stichting Werelderfgoed Kinderdijk. De molen heeft een ijzeren scheprad met een diameter van 6,30 meter waarmee de lage boezem van de Nederwaard wordt bemalen.

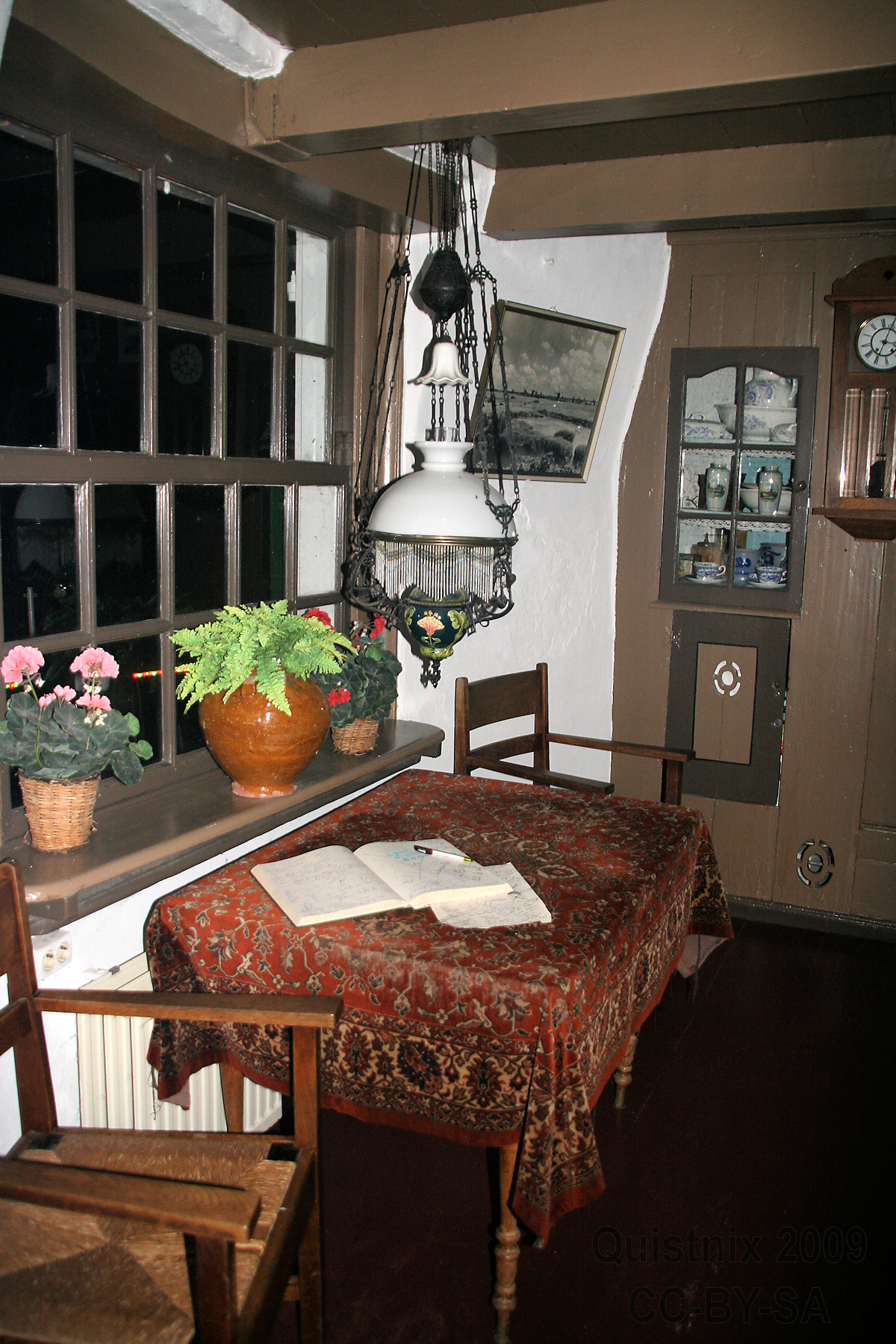
Woning in de molen

Nederwaard:
Nederwaard No.1 ·
Nederwaard No.2 ·
Nederwaard No.3 ·
Nederwaard No.4 ·
Nederwaard No.5 ·
Nederwaard No.6 ·
Nederwaard No.7 ·
Nederwaard No.8

Overwaard:
Overwaard No.1 ·
Overwaard No.2 ·
Overwaard No.3 ·
Overwaard No.4 ·
Overwaard No.5 ·
Overwaard No.6 ·
Overwaard No.7 ·
Overwaard No.8

Overig:
De Blokker ·
De Hoge Molen ·
Kleine of Lage Molen